# Edmond Élissalde
Pour les articles homonymes, voir Élissalde.
Pas d'image ? Cliquez ici

a Compétitions nationales et continentales officielles uniquement.

b Matchs officiels uniquement.
Edmond Élissalde, né le 30 janvier 1908 à Biarritz et mort le 16 mai 2006 à Bayonne, est un joueur français de rugby à XV. Il a joué avec l'équipe de France de rugby à XV, évoluant au poste de demi d'ouverture ou de centre. Il a été champion de France en 1934 avec l'Aviron bayonnais.

## Palmarès
- Vainqueur du Championnat de France en 1934
- Triple finaliste de la Coupe Nationale-Challenge Pierre Faillot, en 1937[3], 1938[4] et 1939[5] (avec l'équipe Côte basque)